# Chorol (Poltavská oblast)
Chorol (ukrajinsky i rusky Chorol, polsky Choroł) je město v Poltavské oblasti na Ukrajině. Leží západně od Poltavy, správního střediska oblasti, a jihovýchodně od Lubnů. Východně od Chorolu prochází řeka Chorol a severovýchodně jej míjí dálnice M 03, po které je vedena evropská silnice E40. V roce 2011 žilo v Chorolu přes třináct tisíc obyvatel.

## Dějiny
Sídlo bylo založeno za Kyjevská Rus za Vladimíra II. Monomacha. První zmínka o něm je z roku 1083, kdy bylo součástí řetězu opevnění na řekách Sule, Chorolu, Pselu a Vorskle, které měly chránit před nájezdníky z východu. K nejtěžším bojům zde došlo v letech 1107, 1111, 1185 a 1215.
Od roku 1362 patřil Chorol k litevskému velkoknížectví a pak od roku 1569 na základě Lublinské unie k Republice obou národů.
V roce 1781 se stal Chorol městem.

### Rodáci
- Ben Cijon Dinur (1884 – 1973), izraelský historik a politik
- Arje Dvorecki (1916 – 2008), izraelský matematik
- Jurij Haluškin (* 1971), ukrajinský generál